# Anders Celsius
Anders Celsius (født 27. november 1701, død 25. april 1744), var en svensk astronom (til dels også geograf og kemiker). Han er dog hovedsagelig kendt som fysiker, fordi han i 1742 opfandt temperaturskalaen som i dag bærer hans navn, Celsius-skalaen/°C.
Anders Celsius var i mange år ansat som professor i astronomi ved Universitetet i Uppsala, men han tilbragte også lang tid på udenlandsrejser. Hans farbror, Olof Celsius, var en fremstående filolog, botaniker og præst.
I 1700-tallet var det lykkedes videnskabsmænd at lave nøjagtige termometre. Nogle af de de første som lavede et tilfredsstillende termometer, var Ole Rømer og Gabriel Daniel Fahrenheit. Et brev fra Fahrenheit bekræfter hvad man tidligere havde sandsynliggjort, at Fahrenheits termometer er lavet efter Rømers. Mange, deriblandt Celsius, mente at Fahrenheit-skalaen var ulogisk. Celsius ville lave en bedre skala til måling af temperaturer, og han valgte at fastsætte nul-punktet til kogepunktet for vand under normalt tryk ved havoverfladen. Han definerede smeltepunktet for vand som 100 °C, og intervallet mellem disse temperaturer delte han ind i 100 intervaller, eller celsiusgrader.
I 1747 byttede man om på definitionerne, sådan at smeltepunktet blev 0 °C og kogepunktet 100 °C.
Celsius døde i Uppsala i 1744 af tuberkulose. I 1935 blev månekrateret Celsius opkaldt efter ham.